# Помье дю Верже, Шарль
Шарль Помье дю Верже (фр. Charles Paumier du Verger) — бельгийский стрелок, призёр летних Олимпийских игр 1900 и 1908 и двенадцатикратный чемпион мира.
На Играх 1900 в Париже Верже участвовал в соревнованиях по стрельбе из винтовки. В стрельбе стоя он занял 3-е место с 298 очками и получил бронзовую медаль. В стрельбе с колена он остановился на 9-й позиции с 297 баллами, и лёжа 15-й с 302 очками. В стрельбе из трёх позиций, в которой все ранее набранные очки складывались, Верже стал 6-м. В командном соревновании его сборная заняла последнее шестое место.
Через восемь лет Верже участвовал на летних Олимпийских играх в Лондоне в командных соревнований по стрельбе из пистолета и винтовки. В первом состязании его сборная заняла второе место, получив серебряные медали. Во втором только четвёртую позицию.
Также, Верже становился 12 раз чемпионом мира, 6 раз серебряным и 12 раз бронзовыми призёром мировых первенств.